# Asociación Pictura

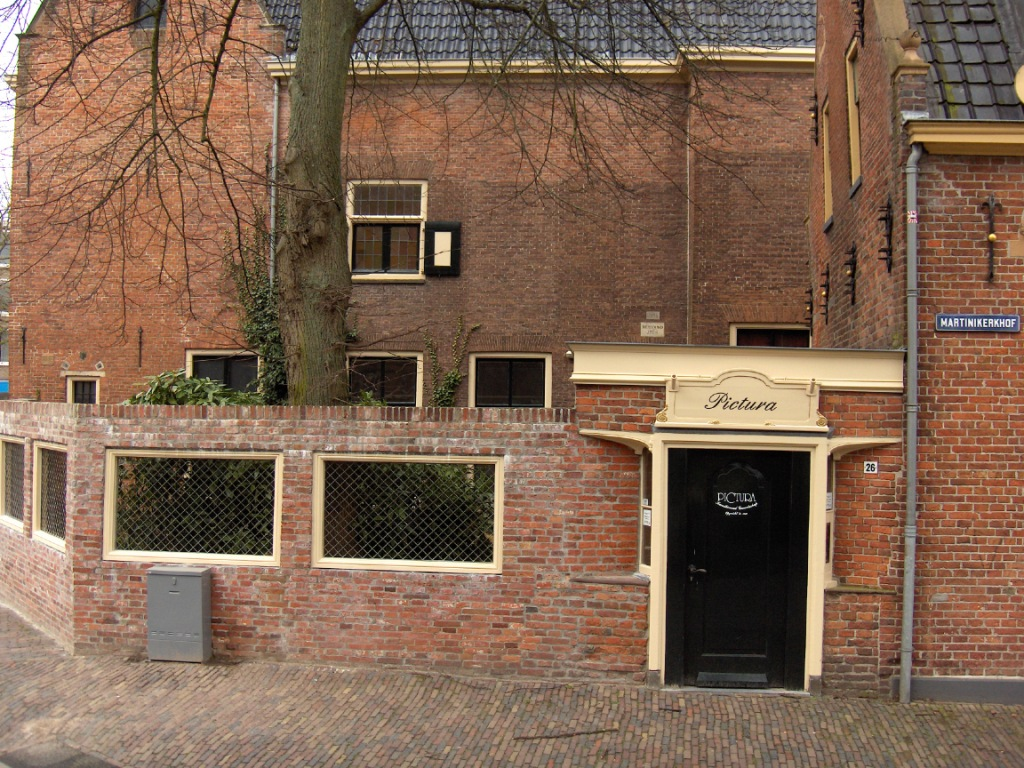
Antigua entrada a la Pictura, en el 'Cementerio san Martín'.

La Kunstlievend Genootschap Pictura (habitualmente nombrada sólo como Pictura) es una asociación que representa y promueve las artes visuales en la ciudad de Groninga.
La Asociación realiza la promoción de las Artes mediante la celebración de exposiciones en sus salas de exposiciones, en un edificio monumental en la esquina del Martinikerkhof (Cementerio 'San Martín' ) y la calle Walburg.
La asociación se constituyó y fue formalmente establecida el 6 de marzo de 1832. Es una de las más antiguas asociaciones en este ámbito de los Países Bajos, junto con Arti et Amicitiae (Ámsterdam), Arte Erótico-Kunstliefde, (Utrecht), Pictura (Dordrecht) y Pulchri Studio (La Haya).

## Edificio
El edificio que albergaba la Asociación Pictura también es importante. Data del siglo XIV y fue construido como Iglesia de San Walburg. Desde 1467 se ha utilizado como casa "normal". En 1933, la asociación pudo adquirir el edificio, gracias a una donación del Señor FF Beukema. En su recuerdo, la sala de exposiciones se renombró tras su adquisición.
La asociación Pictura marcó los primeros años de De Ploeg ('El Arado'), y ha sido una etapa importante para este grupo.

## Artistas

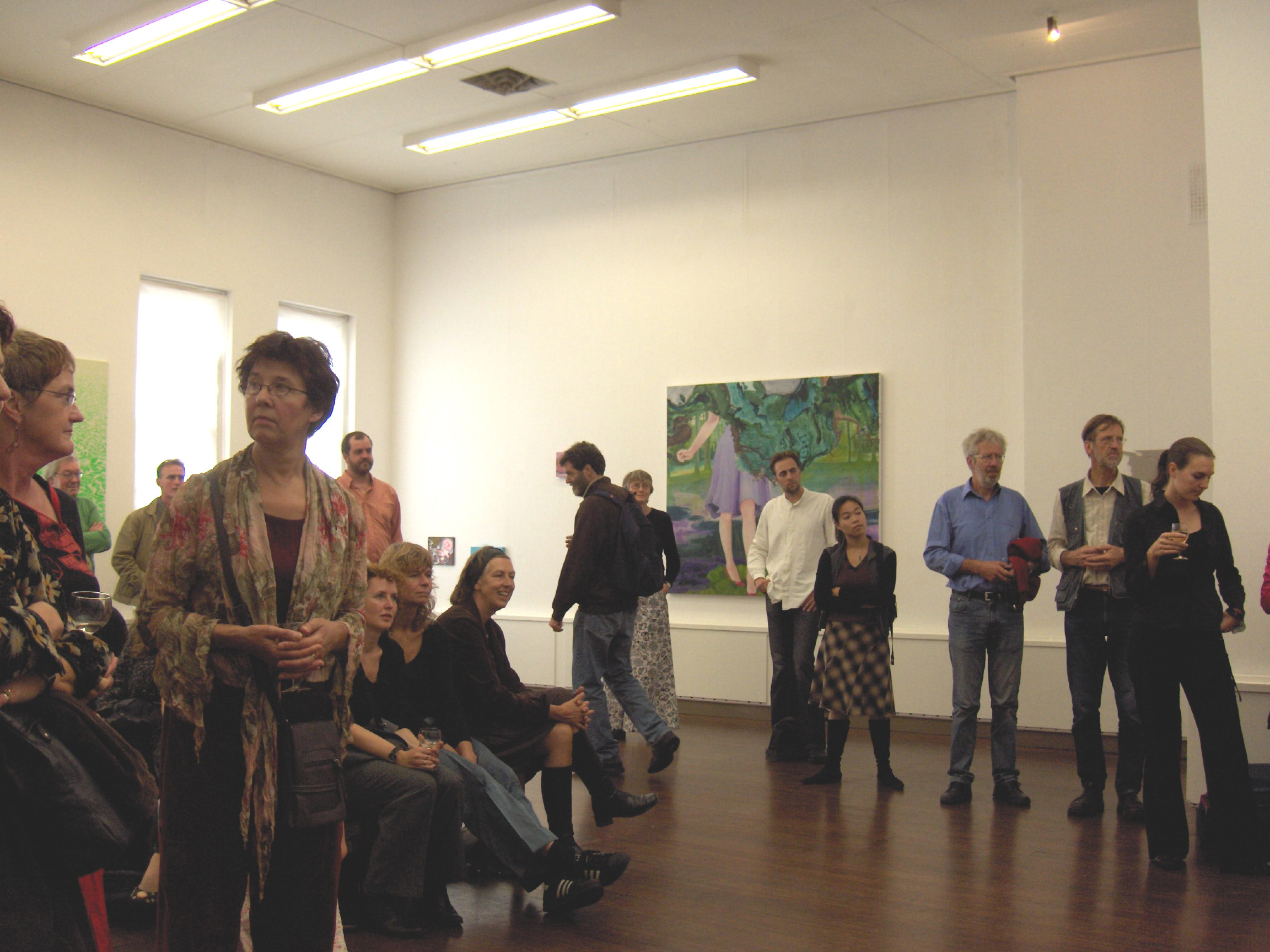
Un día de exposición en la Pictura.

Entre los artistas que han expuesto su obra en las salas de la Pictura se encuentran (en orden alfabético):
Peter Alma, Jan Altink, Karel Appel, K.P.C. de Bazel, H.P. Berlage, Willem Bilders, Paulus Bril, Johannes Bosboom, Corneille, Johan Dijkstra, Otto Eerelman, M.C. Escher, Le Fauconnier, P.C.J. Gabriel, Leo Gestel, Vincent van Gogh, Job Hansen, Gerrit van Houten, Margarethe de Heer, Jozef Isra0s, Isaac Israëls, Willem van Konijnenburg, Hildo Krop, Cornelis Kruseman, Georg Martens, Hendrik Willem Mesdag, Taco Mesdag, Piet Mondriaan, A.J. van Prooijen, Pieneman padre e hijo, Rembrandt van Rijn (portafolio de grabados), Arie Schelfhout, Jan Sluyters, Johan Thorn Prikker, Jan Toorop, Charley Toorop, Jannes de Vries, Hendrik Werkman, Jan Wiegers, Philips Wouwerman, Jan van der Zee.